# 马尔托斯
马尔托斯，是西班牙安达卢西亚自治区哈恩省的一个市镇。总面积261平方公里，总人口22356人（2001年），人口密度86人/平方公里。